# キューメイ研究所
株式会社キューメイ研究所（キューメイけんきゅうじょ）は、大分県大分市古国府花園に本社を置き、血栓症診断薬等の体外診断用医薬品、研究用試薬、モノクローナル抗体、組織培養用無血清培地の製造・販売等を行う企業である。

## 概要
2006年度の第4回大分県ビジネスプラングランプリで最優秀賞（グランプリ）を受賞。2009年2月から大分県産業科学技術センターのものづくりプラザに入居し、血栓症の体外診断システムの高品質化に向けて同センターと共同研究を行っている。
2010年12月2日には大分県竹田市への新工場進出を表明。2011年3月に操業開始予定で、生産能力は現在の5倍になる見込み。